# Rosa turkestanica
Rosa turkestanica är en rosväxtart som beskrevs av Eduard August von Regel. Rosa turkestanica ingår i släktet rosor, och familjen rosväxter. Inga underarter finns listade i Catalogue of Life.